# 吉田駅 (新潟県)
吉田駅（よしだえき）は、新潟県燕市吉田堤町にある、東日本旅客鉄道（JR東日本）の駅である。

## 概要

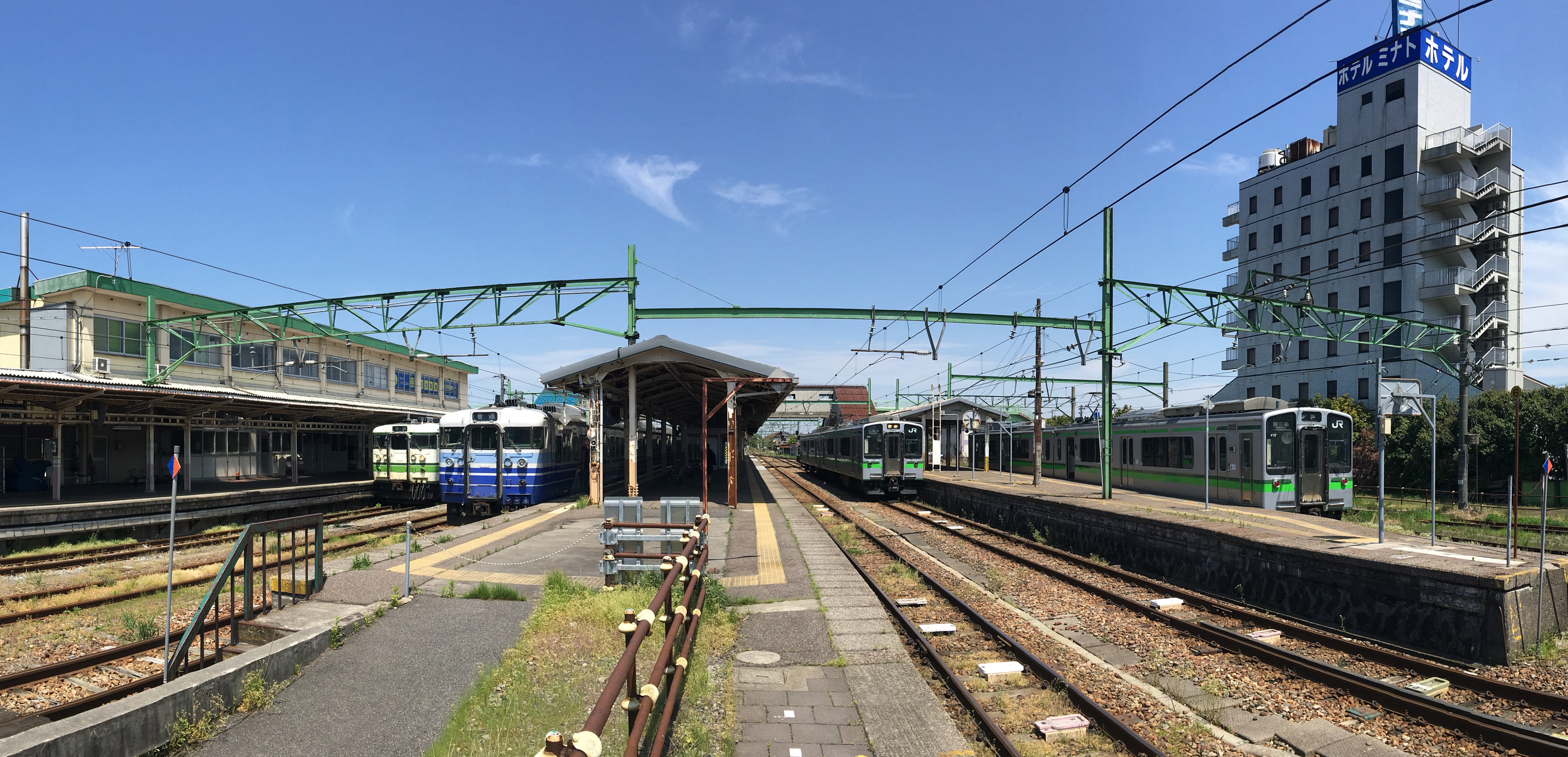
越後線と弥彦線が交わる駅構内（2017年5月）

燕市吉田地区（旧吉田町）の中心駅で、越後線と弥彦線が接続する拠点駅でもある。
越後線を所属線とし、弥彦線を加えた2路線が乗り入れている。

## 歴史
- 1912年（大正元年）
  - 8月25日：越後鉄道・白山 - 当駅間開通の際に吉田駅として開設[1][2]。
  - 12月28日：当駅 - 地蔵堂（仮）間が開通[4]。
- 1913年（大正2年）4月20日：出雲崎 - 地蔵堂間が開通に際し、駅名を西吉田駅（にしよしだえき）に改称[5]。
- 1916年（大正5年）10月16日：西吉田 - 弥彦間が開通[6]。
- 1922年（大正11年）
  - 4月20日：西吉田 - 燕間が開通[6]。
  - 7月：第一種連動装置が竣工[7]。
- 1927年（昭和2年）10月1日：越後鉄道が国有化[2]。国有鉄道越後線となる[4]。
- 1951年（昭和26年）2月24日：構内車庫で火災し、気動車1両全焼[8]。
- 1959年（昭和34年）10月1日：再び吉田駅に改称[1][2]。
- 1961年（昭和36年）12月27日：駅舎改築の地鎮祭び起工式を挙行[9]。
- 1962年（昭和37年）
  - 7月26日：現在の駅舎が竣工[10][1]。
  - 7月27日：竣工した駅舎の使用を開始[10]。
- 1973年（昭和48年）12月1日：営業近代化に伴い、管理駅となる（越後曽根－小木ノ城間と弥彦－吉田間の無人駅を管理）[11]。
- 1974年（昭和49年）
  - 3月5日：旅行センターの営業を開始[12]。
  - 5月：みどりの窓口の営業を開始[13]。
- 1982年（昭和57年）11月5日：貨物の扱いを廃止[2]。
- 1985年（昭和60年）3月14日：荷物の扱いを廃止[2]。
- 1986年（昭和61年）1月10日：直営のハンバーガーショップが開店[14]。
- 1987年（昭和62年）4月1日：国鉄分割民営化に伴い、東日本旅客鉄道（JR東日本）の駅になる[2]。
- 2004年（平成16年）3月15日：駅舎2階に学習塾が開校[15]。
- 2005年（平成17年）3月1日：自動改札機を導入。
- 2006年（平成18年）1月21日：ICカード「Suica」の利用が可能となる[16]。越後線の当駅 - 新潟駅間の全駅と、弥彦線の東三条駅で利用可能となる。
- 2008年（平成20年）3月15日：弥彦線でICカード「Suica」の利用が可能となる[17]。
- 2014年（平成26年）4月1日：越後線・柏崎方面でICカード「Suica」の利用が可能となる。ただし、柏崎駅での乗降のみ取り扱い[18]。
- 2016年（平成28年）4月1日：売店（KIOSK）が閉鎖。
- 2022年（令和4年）
  - 9月30日：みどりの窓口の営業を終了[19]。
  - 10月1日：指定席券売機を導入[19]。

## 駅構造
単式ホーム1面1線と島式ホーム2面4線、計3面5線を持つ地上駅である。線路西側に設けられた駅舎は鉄筋コンクリート総2階建て。各ホームは跨線橋で連絡されている。
直営駅（駅長配置）だが、当駅は自駅単駅管理である。なお、当駅周辺の沿線各駅は燕三条駅が管理している。なお、2021年（令和3年）11月30日までは燕三条駅業務担当助役（吉田在勤）が配置されていた。
駅舎内には自動券売機、指定席券売機、自動改札機（Suica対応）のほか、待合室、自動販売機、トイレなどがあり、2階の一室は学習塾がテナントとして入居している。駅舎の反対側にあたる東口へは、ホームから直接連絡する手段はなく、駅舎北側にある跨線人道橋（1975年〈昭和50年〉12月完成）で連絡している。2016年（平成28年）3月31日まではキヨスク（売店）があったが、閉鎖となった。
構内の側線では越後線と弥彦線で使用する車両の夜間滞泊が行われる。なお、構内には、1984年（昭和59年）まで新潟運転所吉田支区が設けられていた。

### のりば
| 番線  | 路線    | 方向 | 行先       | 備考                |
| ----- | ------- | ---- | ---------- | ------------------- |
| 1 - 5 | ■越後線 | 上り | 柏崎方面   | 主に1・2番線を使用  |
| 1 - 5 | ■越後線 | 下り | 新潟方面   | 主に1・2番線を使用  |
| 1 - 5 | ■弥彦線 | 上り | 弥彦方面   | 主に3 - 5番線を使用 |
| 1 - 5 | ■弥彦線 | 下り | 東三条方面 | 主に3 - 5番線を使用 |

5番線については長らくホーム番号が振られておらず、留置線扱いだったが2005年（平成17年）12月改正より正式に5番ホームとなり、従来からの留置線機能に加え、客扱い列車が発着するようになった。ホームの有効長は1・2番線が9両まで、3番線が6両まで、4番線が4両まで、5番線が3両までの対応となっている。

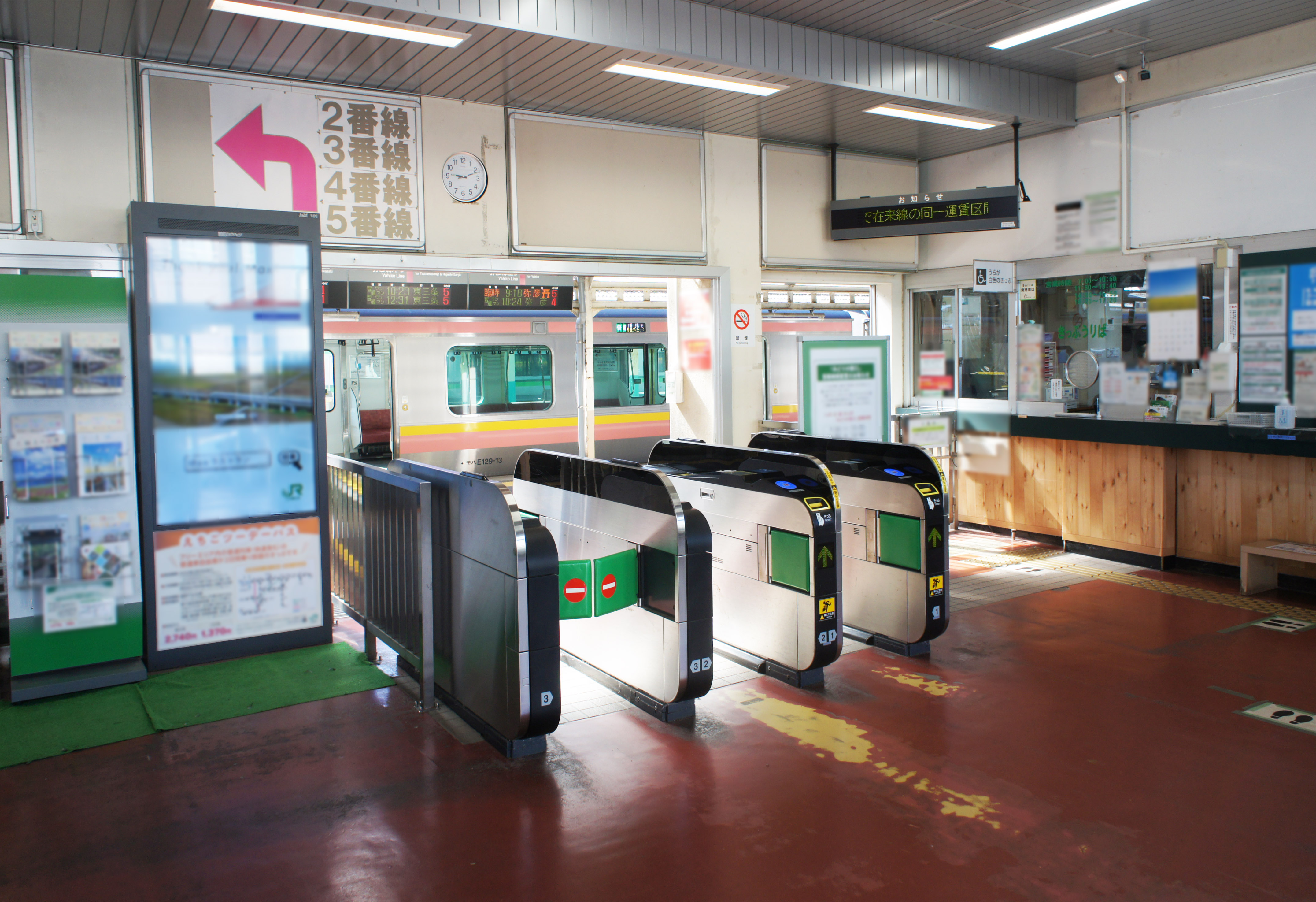
改札口（2021年9月）
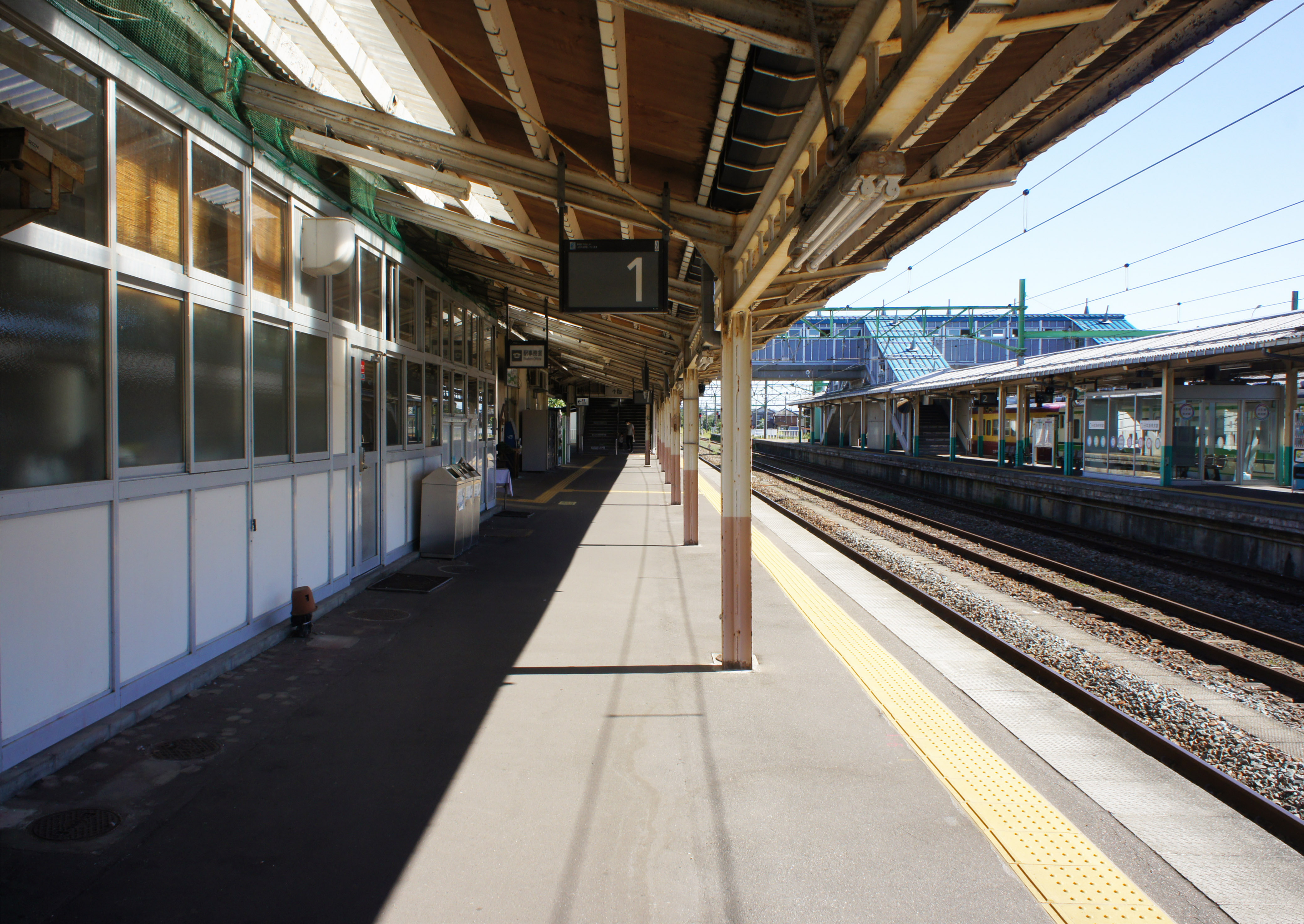
1番線ホーム（2021年9月）
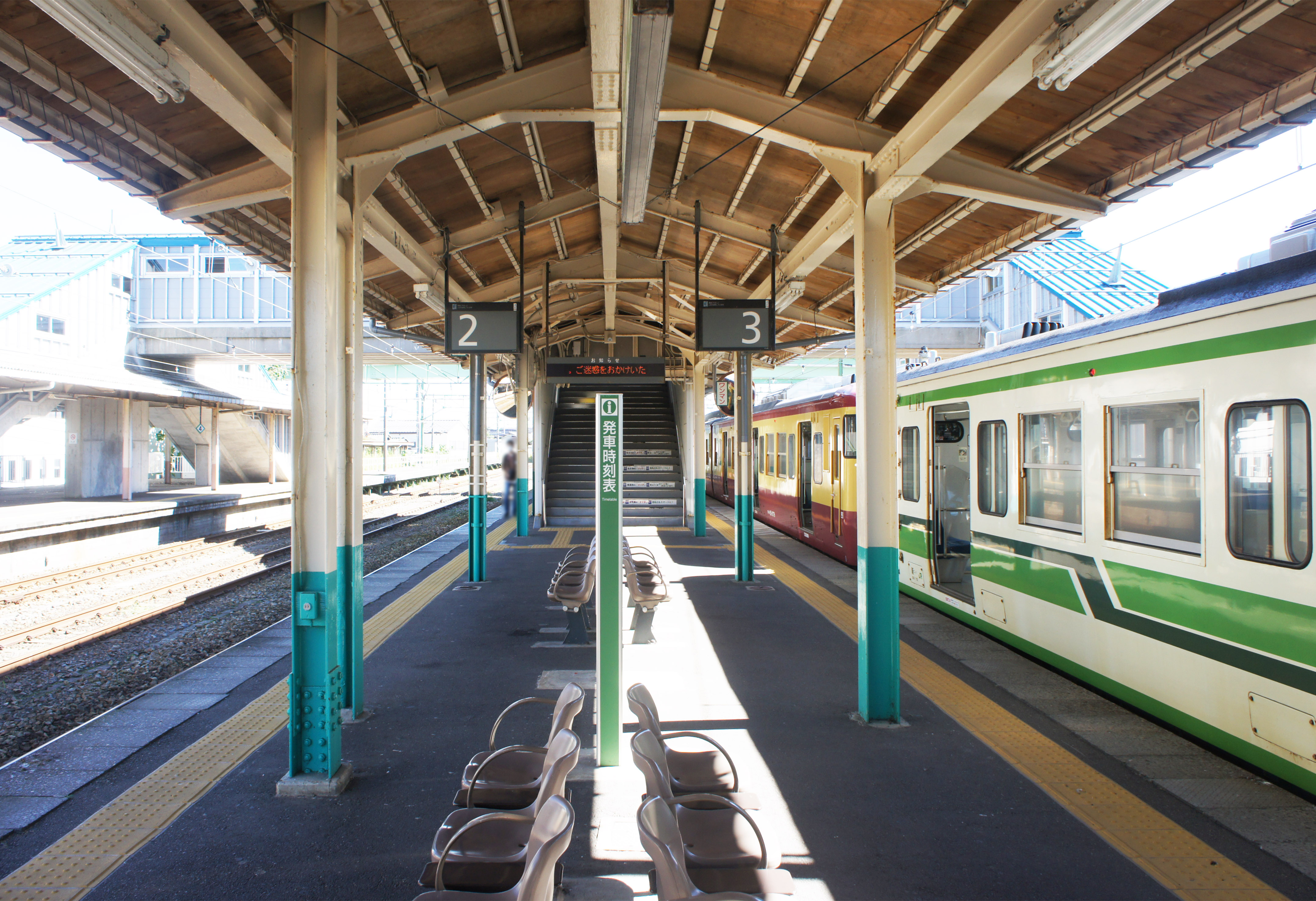
2・3番線ホーム（2021年9月）
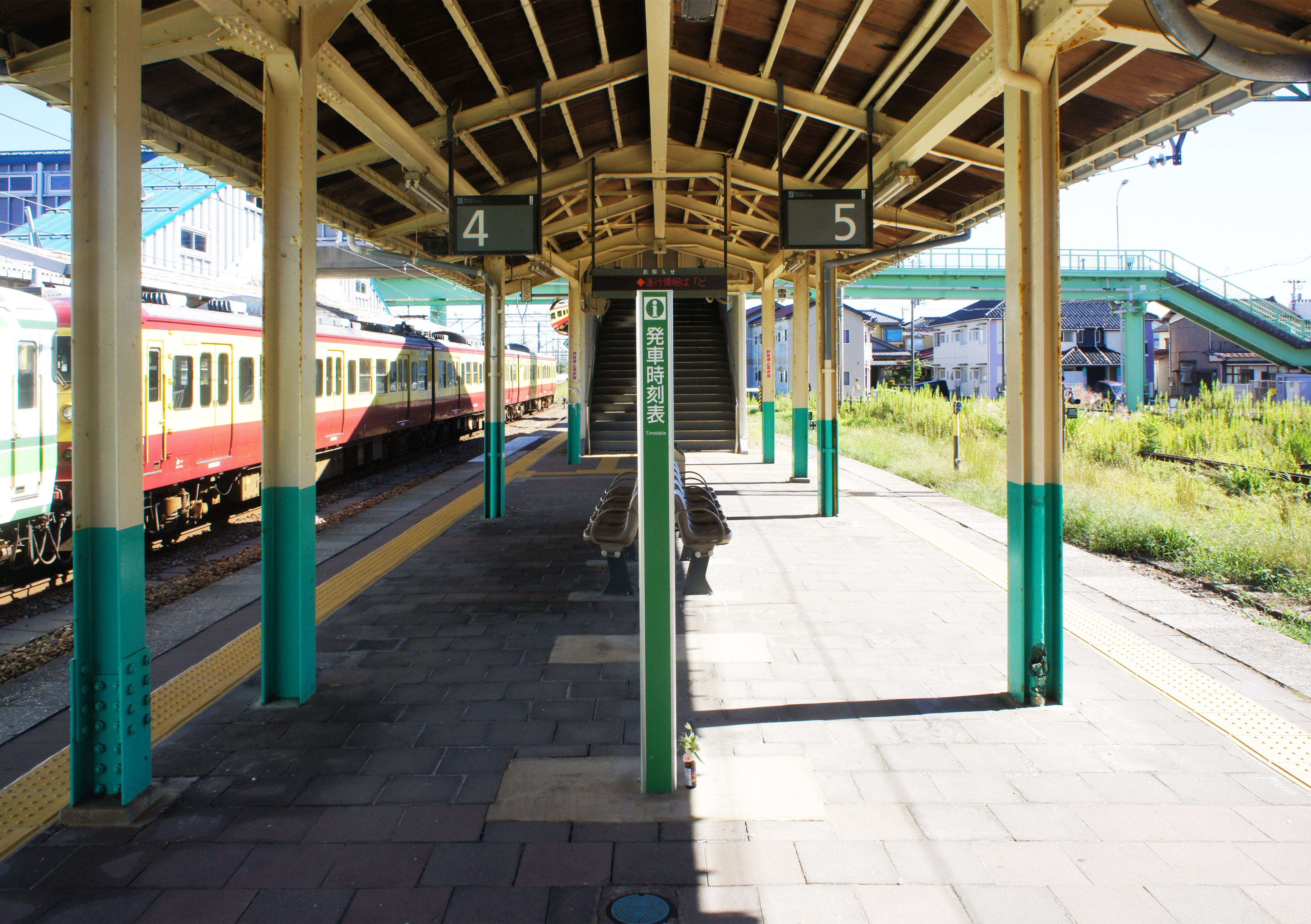
4・5番線ホーム（2021年9月）
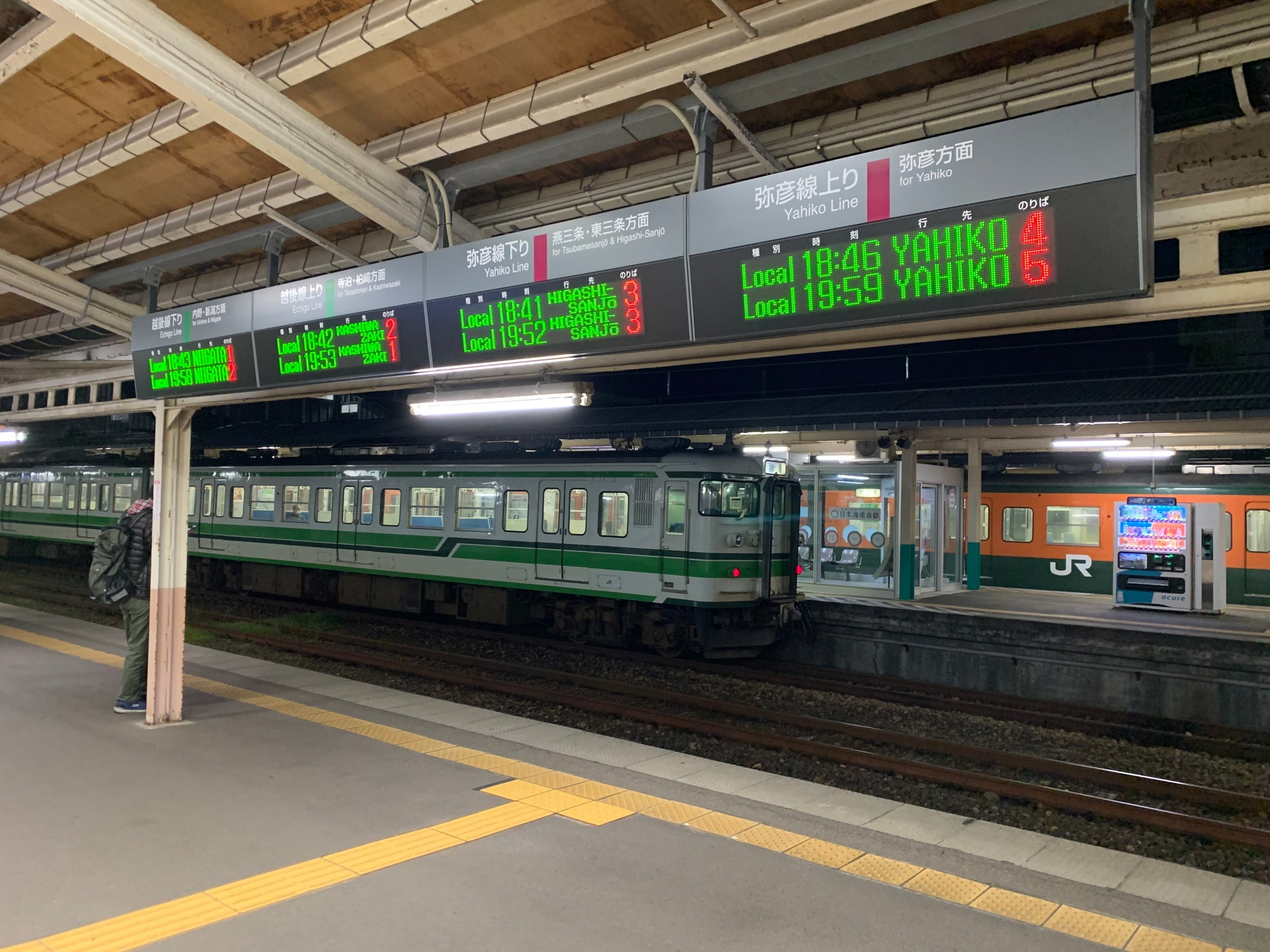
発車標。越後線は主に1・2番線、弥彦線は主に3 - 5番線を使用する。また、各方面の列車が離合集散する時間帯が多い（2020年3月）
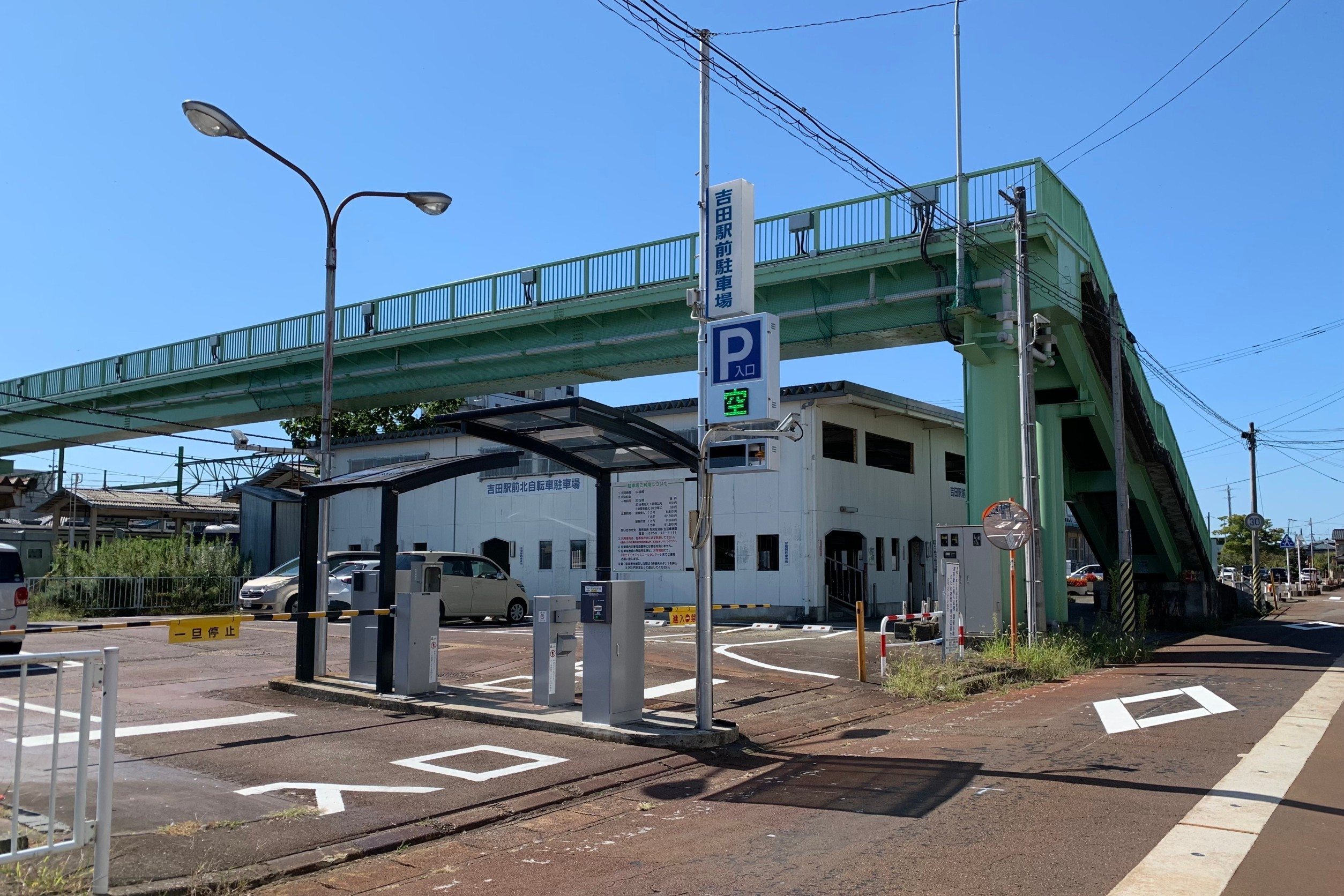
東口へと繋がる跨線橋と吉田駅前駐車場（2021年9月）

## 利用状況
JR東日本によると、2023年度（令和5年度）の1日平均乗車人員は1,210人である。
2000年度（平成12年度）以降の推移は以下のとおりである。
| 1日平均乗車人員推移 | 1日平均乗車人員推移 | 1日平均乗車人員推移 | 1日平均乗車人員推移 | 1日平均乗車人員推移 |
| 年度                | 定期外              | 定期                | 合計                | 出典                |
| ------------------- | ------------------- | ------------------- | ------------------- | ------------------- |
| 2000年（平成12年）  |                     |                     | 2,055               | [ 利用客数 2 ]      |
| 2001年（平成13年）  |                     |                     | 1,906               | [ 利用客数 3 ]      |
| 2002年（平成14年）  |                     |                     | 1,797               | [ 利用客数 4 ]      |
| 2003年（平成15年）  |                     |                     | 1,768               | [ 利用客数 5 ]      |
| 2004年（平成16年）  |                     |                     | 1,688               | [ 利用客数 6 ]      |
| 2005年（平成17年）  |                     |                     | 1,721               | [ 利用客数 7 ]      |
| 2006年（平成18年）  |                     |                     | 1,673               | [ 利用客数 8 ]      |
| 2007年（平成19年）  |                     |                     | 1,703               | [ 利用客数 9 ]      |
| 2008年（平成20年）  |                     |                     | 1,738               | [ 利用客数 10 ]     |
| 2009年（平成21年）  |                     |                     | 1,713               | [ 利用客数 11 ]     |
| 2010年（平成22年）  |                     |                     | 1,745               | [ 利用客数 12 ]     |
| 2011年（平成23年）  |                     |                     | 1,722               | [ 利用客数 13 ]     |
| 2012年（平成24年）  | 361                 | 1,366               | 1,727               | [ 利用客数 14 ]     |
| 2013年（平成25年）  | 353                 | 1,339               | 1,692               | [ 利用客数 15 ]     |
| 2014年（平成26年）  | 335                 | 1,244               | 1,579               | [ 利用客数 16 ]     |
| 2015年（平成27年）  | 339                 | 1,240               | 1,580               | [ 利用客数 17 ]     |
| 2016年（平成28年）  | 347                 | 1,235               | 1,583               | [ 利用客数 18 ]     |
| 2017年（平成29年）  | 339                 | 1,175               | 1,514               | [ 利用客数 19 ]     |
| 2018年（平成30年）  | 327                 | 1,162               | 1,490               | [ 利用客数 20 ]     |
| 2019年（令和元年）  | 314                 | 1,115               | 1,430               | [ 利用客数 21 ]     |
| 2020年（令和02年）  | 211                 | 1,015               | 1,227               | [ 利用客数 22 ]     |
| 2021年（令和03年）  | 222                 | 931                 | 1,153               | [ 利用客数 23 ]     |
| 2022年（令和04年）  | 251                 | 951                 | 1,202               | [ 利用客数 24 ]     |
| 2023年（令和05年）  | 275                 | 935                 | 1,210               | [ 利用客数 1 ]      |

## 駅周辺

### 西口側（駅正面側）
西口側には吉田の古くからの市街地が広がる。旭町ロータリー周辺では1・6のつく日には周辺で定期市（いちび）が開かれるほか、その北西側を走る県道223号沿いには西川の河川舟運で発達した古くからのまちなみが残る。
- 吉田駅前公園夢広場
- 新潟縣信用組合吉田支店
- 第四北越銀行 吉田支店
- 新潟県立吉田高等学校

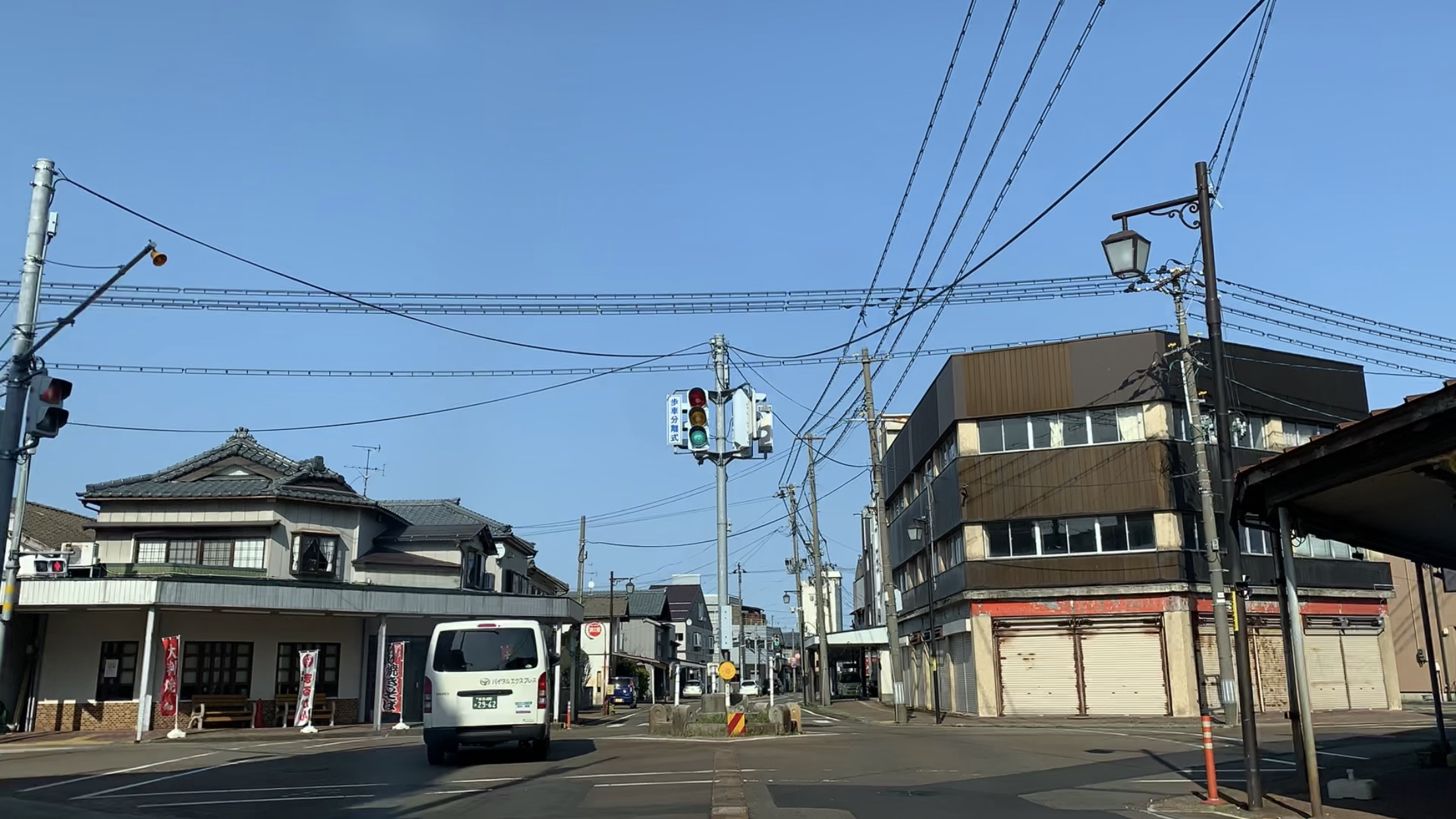
吉田旭町ロータリー（2020年3月、いちび非開催日）
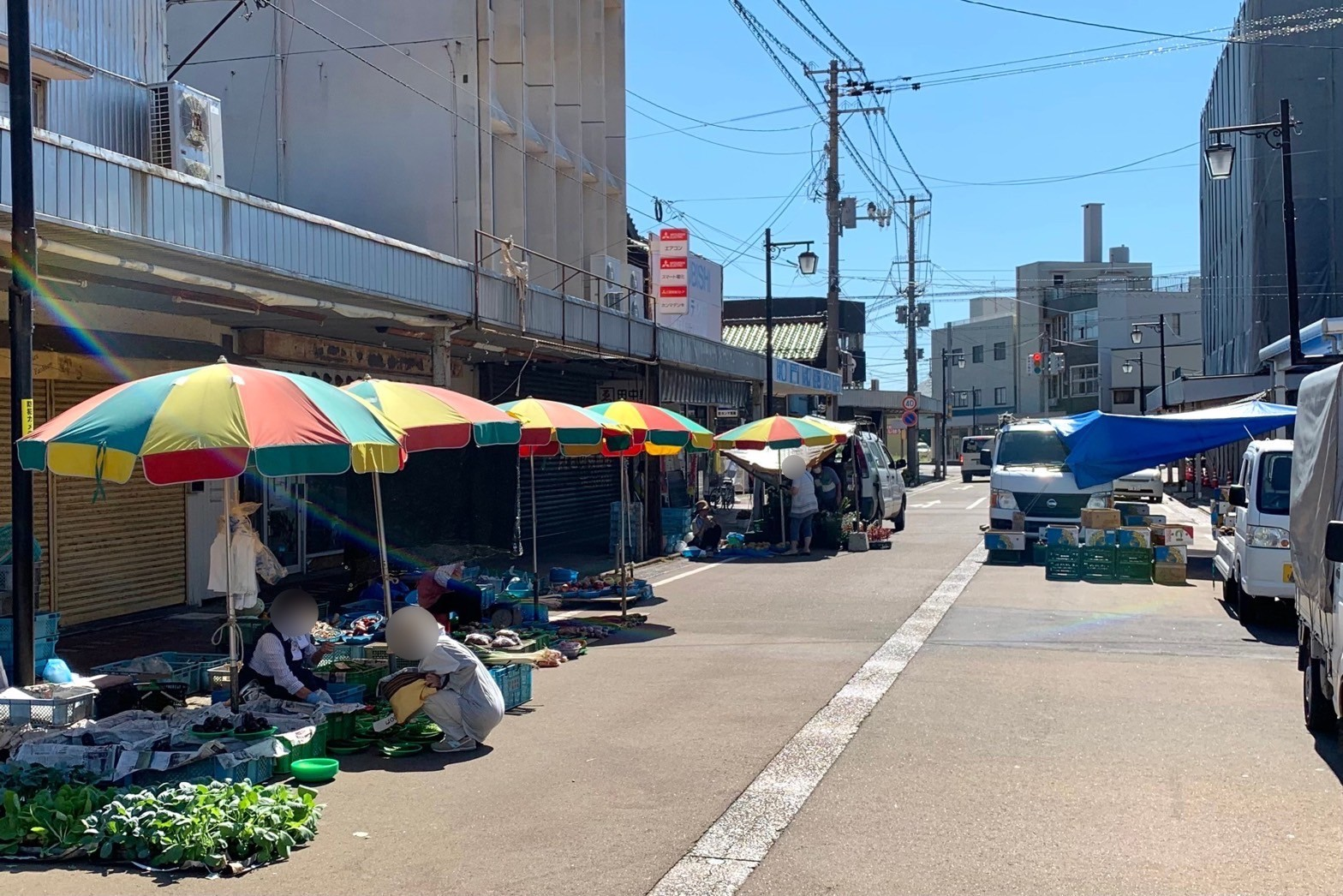
定期市（いちび）開催の様子

### 東口側（駅裏手）

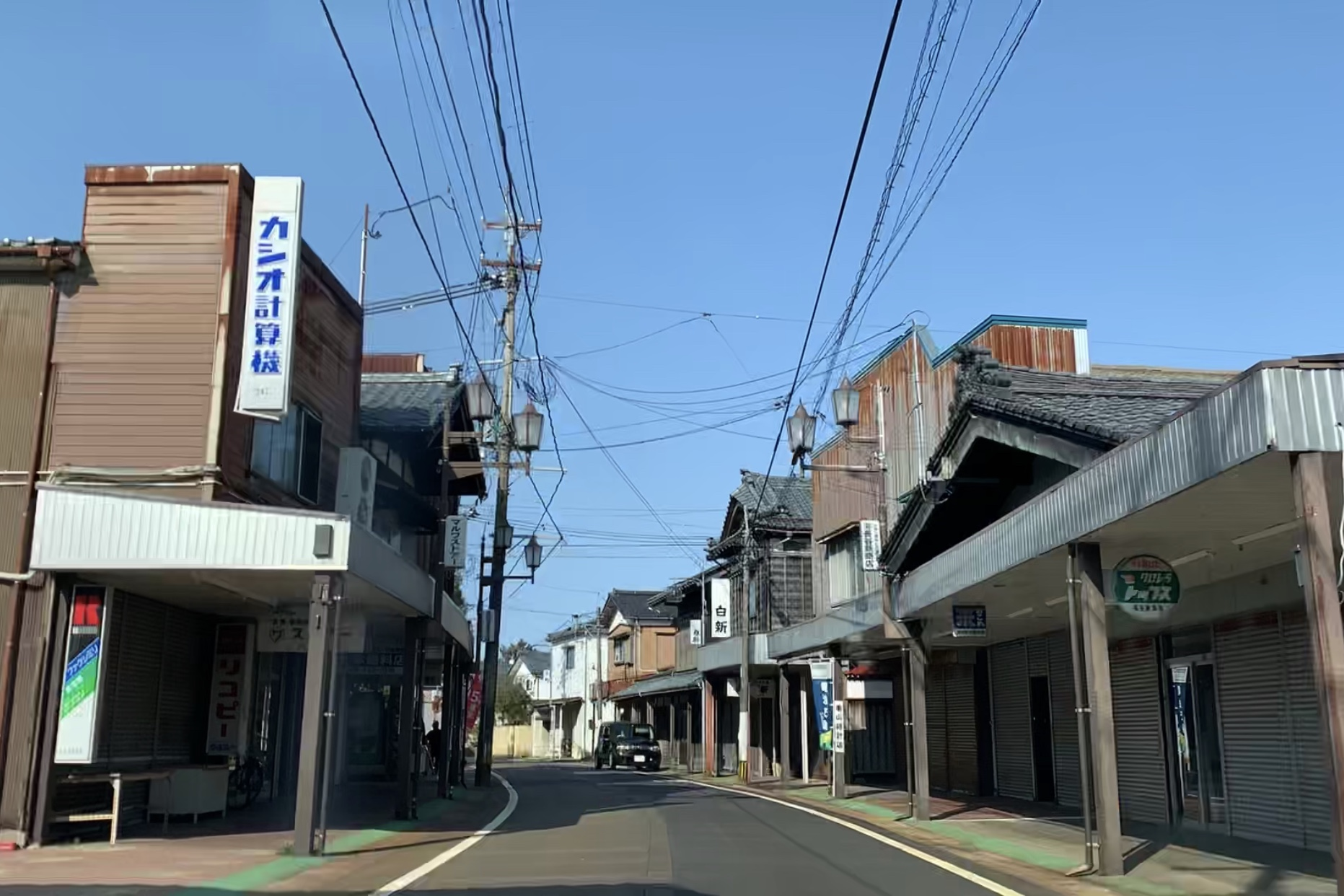
古くからの吉田のまちなみ（県道223号沿い）

東口側（駅裏手）には出入り口はなく、東口側へ向かうには駅正面口を出て踏切や跨線橋を渡らなければならない。
- 燕市民交流センター（旧吉田町役場→燕市役所吉田庁舎）
- 越後吉田郵便局
- 燕市吉田公民館
- 燕市立吉田図書館
- 新潟県立吉田病院
- 国道116号
- ラ・ムー 燕吉田店

## バス路線

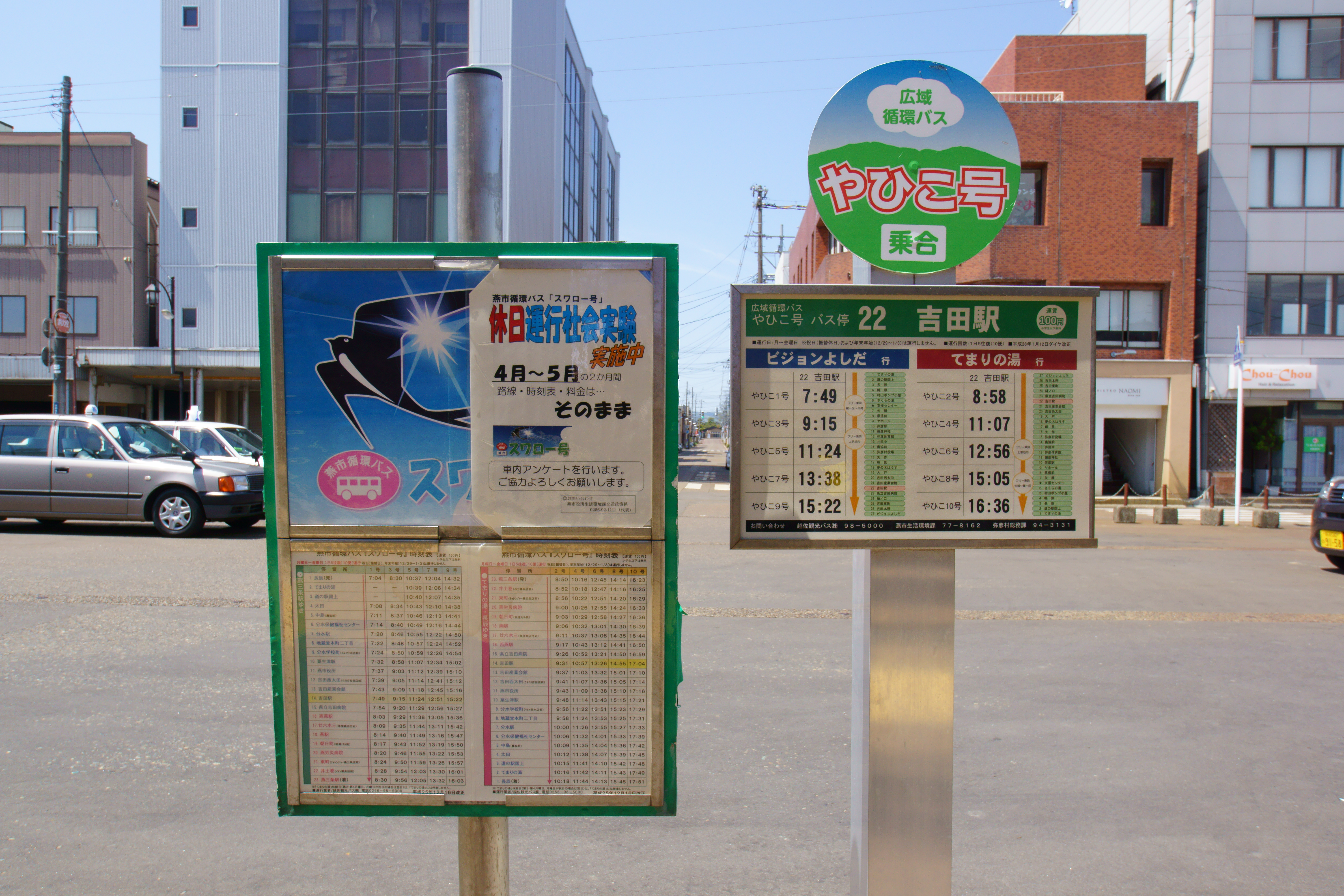
吉田駅のバス停。左が「スワロー号」、右が「やひこ号」（2017年5月）

西口側には燕市のコミュニティバスのバス停が設置されている。なお、いずれも平日のみの運行である。下記は2024年（令和6年）3月改正時点での情報である。
- 燕市循環バス「スワロー号」[23]
  - 燕三条駅行き
  - 長辰・てまりの湯行き

- 弥彦・燕広域循環バス「やひこ号」[24]
  - ビジョンよしだ行き
  - てまりの湯行き

## 隣の駅
東日本旅客鉄道（JR東日本）
■越後線
南吉田駅 - 吉田駅 - 北吉田駅
■弥彦線
矢作駅 - 吉田駅 - 西燕駅

### 記事本文
1. 1 2 3 4 5 6 7 8 9 10  『週刊 JR全駅・全車両基地』 21号 新潟駅・弥彦駅・津南駅ほか、朝日新聞出版〈週刊朝日百科〉、2012年12月30日、22頁。
2. 1 2 3 4 5 6 7  石野 1998, p. 598.
3. ↑  石野 1998, p. 601.
4. 1 2  曽根悟（監修）（著）、朝日新聞出版分冊百科編集部（編集）（編）「大糸線・飯山線・篠ノ井線・越後線・弥彦線」『週刊 歴史でめぐる鉄道全路線 国鉄・JR』第9号、朝日新聞出版、2009年9月6日、25頁。
5. ↑  「軽便鉄道停車場改称」『官報』1913年4月26日（国立国会図書館デジタル化資料）
6. 1 2  曽根悟（監修）（著）、朝日新聞出版分冊百科編集部（編集）（編）「大糸線・飯山線・篠ノ井線・越後線・弥彦線」『週刊 歴史でめぐる鉄道全路線 国鉄・JR』第9号、朝日新聞出版、2009年9月6日、27頁。
7. ↑  『要覧』新津運輸事務所　昭和3年4月　P38
8. ↑  『ガスカー焼く』昭和26年2月25日交通新聞2面
9. ↑  『越後線吉田駅を改築』昭和36年12月28日読売新聞新潟読売B
10. 1 2  「越後線吉田駅舎が完成」『交通新聞』交通協力会、1962年7月27日、1面。
11. ↑  『管理駅に昇格　吉田駅』昭和48年11月26日読売新聞新潟読売
12. ↑  「越後線吉田駅に旅行センターを開設」『交通新聞』交通協力会、1974年3月6日、2面。
13. ↑  国鉄監修『交通公社の時刻表』1974年6月号
14. ↑  『新たに７直営店開店、新鉄局、来月から２月にかけ－初のハンバーガー店など』昭和61年11月26日日本経済新聞地方経済面新潟
15. ↑  “吉田駅に学習塾が開校！”.   Internet Archive. 2021年4月19日閲覧。
16. ↑  『2006年1月21日（土）新潟エリアSuicaデビュー!』（PDF）（プレスリリース）東日本旅客鉄道新潟支社、2005年9月21日。オリジナルの2006年1月5日時点におけるアーカイブ。2021年1月8日閲覧。
17. ↑  『2008年3月 Suicaがますます便利になります』（PDF）（プレスリリース）東日本旅客鉄道、2007年12月21日。オリジナルの2016年3月4日時点におけるアーカイブ。2020年5月29日閲覧。
18. ↑  『Suicaの一部サービスをご利用いただける駅が増えます』（PDF）（プレスリリース）東日本旅客鉄道、2013年11月29日。オリジナルの2020年5月25日時点におけるアーカイブ。2020年5月25日閲覧。
19. 1 2 3  “駅の情報（吉田駅）：JR東日本”.   東日本旅客鉄道. 2022年9月14日時点のオリジナルよりアーカイブ。2022年9月14日閲覧。
20. ↑  「昭和のよしだまち 市街地と駅裏を結ぶ 跨線人道橋を新設」（PDF）『広報よしだ』第903号、吉田町、2005年9月1日、20頁。
21. 1 2 3 4  “JR東日本：駅構内図・バリアフリー情報（吉田駅）”.   東日本旅客鉄道. 2025年4月28日閲覧。
22. ↑  “燕市のいちび”.   燕市. 2021年5月5日閲覧。
23. ↑  “燕市循環バス「スワロー号」／燕市”.   燕市 (2024年10月1日). 2025年4月28日閲覧。
24. ↑  “弥彦・燕広域循環バス「やひこ号」／燕市”.   燕市 (2024年10月1日). 2025年4月28日閲覧。

### 利用状況
1. 1 2  “各駅の乗車人員（2023年度）”.   東日本旅客鉄道. 2024年7月21日閲覧。
2. ↑  “各駅の乗車人員（2000年度）”.   東日本旅客鉄道. 2019年4月4日閲覧。
3. ↑  “各駅の乗車人員（2001年度）”.   東日本旅客鉄道. 2019年4月4日閲覧。
4. ↑  “各駅の乗車人員（2002年度）”.   東日本旅客鉄道. 2019年4月4日閲覧。
5. ↑  “各駅の乗車人員（2003年度）”.   東日本旅客鉄道. 2019年4月4日閲覧。
6. ↑  “各駅の乗車人員（2004年度）”.   東日本旅客鉄道. 2019年4月4日閲覧。
7. ↑  “各駅の乗車人員（2005年度）”.   東日本旅客鉄道. 2019年4月4日閲覧。
8. ↑  “各駅の乗車人員（2006年度）”.   東日本旅客鉄道. 2019年4月4日閲覧。
9. ↑  “各駅の乗車人員（2007年度）”.   東日本旅客鉄道. 2019年4月4日閲覧。
10. ↑  “各駅の乗車人員（2008年度）”.   東日本旅客鉄道. 2019年4月4日閲覧。
11. ↑  “各駅の乗車人員（2009年度）”.   東日本旅客鉄道. 2019年4月4日閲覧。
12. ↑  “各駅の乗車人員（2010年度）”.   東日本旅客鉄道. 2019年4月4日閲覧。
13. ↑  “各駅の乗車人員（2011年度）”.   東日本旅客鉄道. 2019年4月4日閲覧。
14. ↑  “各駅の乗車人員（2012年度）”.   東日本旅客鉄道. 2019年4月4日閲覧。
15. ↑  “各駅の乗車人員（2013年度）”.   東日本旅客鉄道. 2019年4月4日閲覧。
16. ↑  “各駅の乗車人員（2014年度）”.   東日本旅客鉄道. 2019年4月4日閲覧。
17. ↑  “各駅の乗車人員（2015年度）”.   東日本旅客鉄道. 2019年4月4日閲覧。
18. ↑  “各駅の乗車人員（2016年度）”.   東日本旅客鉄道. 2019年4月4日閲覧。
19. ↑  “各駅の乗車人員（2017年度）”.   東日本旅客鉄道. 2019年4月4日閲覧。
20. ↑  “各駅の乗車人員（2018年度）”.   東日本旅客鉄道. 2019年7月23日閲覧。
21. ↑  “各駅の乗車人員（2019年度）”.   東日本旅客鉄道. 2020年7月18日閲覧。
22. ↑  “各駅の乗車人員（2020年度）”.   東日本旅客鉄道. 2021年7月29日閲覧。
23. ↑  “各駅の乗車人員（2021年度）”.   東日本旅客鉄道. 2022年8月12日閲覧。
24. ↑  “各駅の乗車人員（2022年度）”.   東日本旅客鉄道. 2023年7月12日閲覧。